# Fosfinové ligandy
Fosfinové ligandy jsou organické sloučeniny odvozené od fosfanu používané jako ligandy, často v homogenní katalýze a organokovové chemii, ale i v jiných odvětvích chemie. Jejich obecný vzorec je PRR'R" (R, R', R" = H, alkyl, aryl...).

## Příklady
Nejběžnější fosfinové ligandy mají obecný vzorec PR3. Mají tři roviny symetrie na jednotlivých substituentech. Příklady jsou trimethylfosfin a trifenylfosfin. Triarylfosfity jsou obvykle stabilní bílé pevné látky, zatímco trialkylfosfiny jsou bezbarvé kapaliny, které se na vzduchu oxidují na příslušné fosfinoxidy (R3PO). Ligandy mohou být rozděleny do skupin podle síly donoru a sterických efektů, které vyvolávají, což lze určit pomocí Tolmanova elektronového parametru a Tolmanova úhlu. Alkylfosfiny jsou oproti arylfosfinům obecně silnější zásady a lepší σ donory.

## Chelatující fosfiny

### Bidentátní fosfiny
K nejčastěji používaným bidentátním fosfinovým ligandům patří 1,2-bis(difenylfosfino)ethan (dppe) a 1,2-bis(dimethylfosfino)ethan (dmpe), R2PCH2CH2PR2 (R = fenyl nebo methyl).

### Tridentátní fosfiny
Tridentátní fosfinové ligandy bývají označované triphos. Jejich fenylové varianty mají vzorce CH3C(CH2PPh2)3 a PhP(CH2CH2PPh2)2.

### Tetradentátní fosfiny
K tetradentátním fosfinovým ligandům patří například tris[2-(difenylfosfino)ethyl]fosfin (pp3).

## Chirální fosfinové ligandy
Chirální fosfinové ligandy se využívají v asymetrické syntéze, například při asymetrické hydrogenaci. Patří sem mimo jiné chirální difosfiny, ale také P-chirální fosfiny jako je DIPAMP. Příkladem C2-symetrického chirálního ligandu je BINAP, který vytváří chirální komplexy díky atropisomerii.
| sPhos                        | sPhos     | SPANphos      | SPANPhos        |
| SEGPHOS                      | SEGphos   | Triphos       | Triphos         |
| Xantphos                     | Xantphos  | Kwonův fosfin | Kwonovy fosfiny |
| Chiraphos                    | Chiraphos | duPhos        | DuPhos          |
| Příklady fosfinových ligandů |           |               |                 |